# António José de Orta
António José de Orta ComNSC (Huelva, Alosno, bap. 9/10 de Fevereiro de 1804 — Lisboa, 5 de Janeiro de 1873), 1.º Visconde de Orta, foi um grande comerciante e empresário de origem andaluza que se radicou em Portugal.

## Família
Filho de Manuel de Orta (Alosno, c. 1765 - ?) e de sua mulher (Alosno, 13 de Novembro de 1796) Juana de la Cruz Galán, neto paterno de Francisco Martínez de Orta e de sua mulher Catalina Alonso XiménezXiménez, e neto materno de Juan Lorenzo Galán e de sua mulher María Madalena Moreno Borrero.

## Biografia
Foi Comissário Ordenador da Marinha Espanhola, Fidalgo Cavaleiro da Casa Real Portuguesa por Decreto de D. Maria II de Portugal de 1852, e Comendador da Ordem de Nossa Senhora da Conceição de Vila Viçosa. Segundo informações dum seu tetraneto, D. Luís Gonzaga de Lancastre e Távora, que usou os títulos de 10.º Marquês de Abrantes, 17.º Conde de Penaguião e 13.º Conde de Vila Nova de Portimão e que em Monarquia seria Representante dos Títulos de Conde de Matosinhos Senhor de São João da Foz, Conde de Alcanede e Conde de Sortelha, era Fornecedor-Geral dos Exércitos Nacionais, o que lhe trouxe uma fortuna considerável e notabilíssima, uma das maiores da Península Ibérica.
O título de 1.º Visconde de Orta foi-lhe concedido por Decreto de D. Fernando II de Portugal, Regente na menoridade de D. Pedro V de Portugal, de 5 de Julho de 1854. Armas de Mercê Nova, concedidas por Alvará de D. Fernando II de Portugal, Regente na menoridade de D. Pedro V de Portugal, de 27 de Setembro de 1854: escudo esquartelado, o 1.º de azul, um leão rompente de ouro, o 2.º de prata, um braço nu de carnação em faixa, empunhando uma chave de azul (de Orta diferenciado), o 3.º de prata, uma aspa de vermelho coticada de ouro, e o 4.º de azul, um Caduceu de Mercúrio de ouro em pala; timbre: desconhecido; coroa de Visconde.

## Casamento e descendência
Casou no Alosno a 31 de Dezembro de 1821 com Manuela de Jesús Thoronjo (1802 - 1874), filha de Barnabé Ponze Thoronjo e de sua mulher María de la Encarnación Morón, neta paterna de Fernando de la Escallera Thoronjo e de sua mulher María Gómez e neta materna de Diego Vásquez Morón e de sua mulher María Gómez Borrero, da qual teve quatro filhas e um filho: 
- Juana de la Cruz (Joana da Cruz) de Orta (Alosno, bap. 14 de Julho de 1823[12] - ?), casada a 8 de Maio de 1842 com Guilherme José Enes (Lisboa - 13 de Agosto de 1893), com geração
- Barnabé (Barnabé) de Orta (Alosno, bap. 20 de Janeiro/21 de Abril de 1825 - ?), 2.º Visconde de Orta, cujo título foi-lhe renovado por Decreto de D. Luís I de Portugal de 21 de Dezembro de 1876, solteiro, sem geração legítima
- María Francisca de Paula (Maria Francisca de Paula) de Orta (Alosno, bap. 31 de Dezembro de 1832[13] - ?), Dama da Ordem das Damas Nobres de Espanha, casada a 19 de Setembro de 1857 com Joaquim Tomás Lobo de Ávila (Santarém, 15 de Novembro de 1819 - Lisboa, 1 de Fevereiro de 1901), 1.º Conde de Valbom, com geração
- Antónia Maria de Orta (Lisboa, 21 de Novembro de 1838 - ?), casada a 29 de Julho de 1857 com António Joaquim Vieira de Magalhães (1822 - 1903), 1.º Barão de Magalhães e 1.º Conde de Magalhães, filho do primeiro casamento do 1.º Barão de Alpendurada e 1.º Visconde de Alpendurada, com geração feminina
- Maria da Encarnação de Orta (Lisboa, 21 de Janeiro de 1841 - ?), casada a 14 de Janeiro de 1863 ou a 14 de Fevereiro de 1868 com Augusto Correia Godinho Ferreira da Costa (1 de Agosto de 1840 - 7 de Junho de 1909), 1.º Visconde de Rio Sado, filho do 1.º Visconde de Correia Godinho, sem geração